# Alció de collar
L'alció de collar o alció de collar blanc (Todiramphus chloris) és una espècie d'ocell de la família dels alcedínids (Alcedinidae) que habita manglars, costes i ciutats a la costa del Mar Roig, localment al Golf d'Aden, costa occidental i est de l'Índia, Indoxina, Malaca, illes Andaman i Nicobar, arxipèlag Malai, Filipines, Nova Guinea, Marianes, República de Palau, Fiji, Samoa i costa septentrional d'Austràlia des del nord-oest d'Austràlia Occidental cap a l'est fins Nova Gal·les del Sud.